# Jardim Rosana
Jardim Rosana é um bairro localizado entre os distritos de Capão Redondo e Campo Limpo, na cidade de São Paulo.
Está presente em diversas canções do grupo de rap Rosana Bronk's.